# Stery głębokości

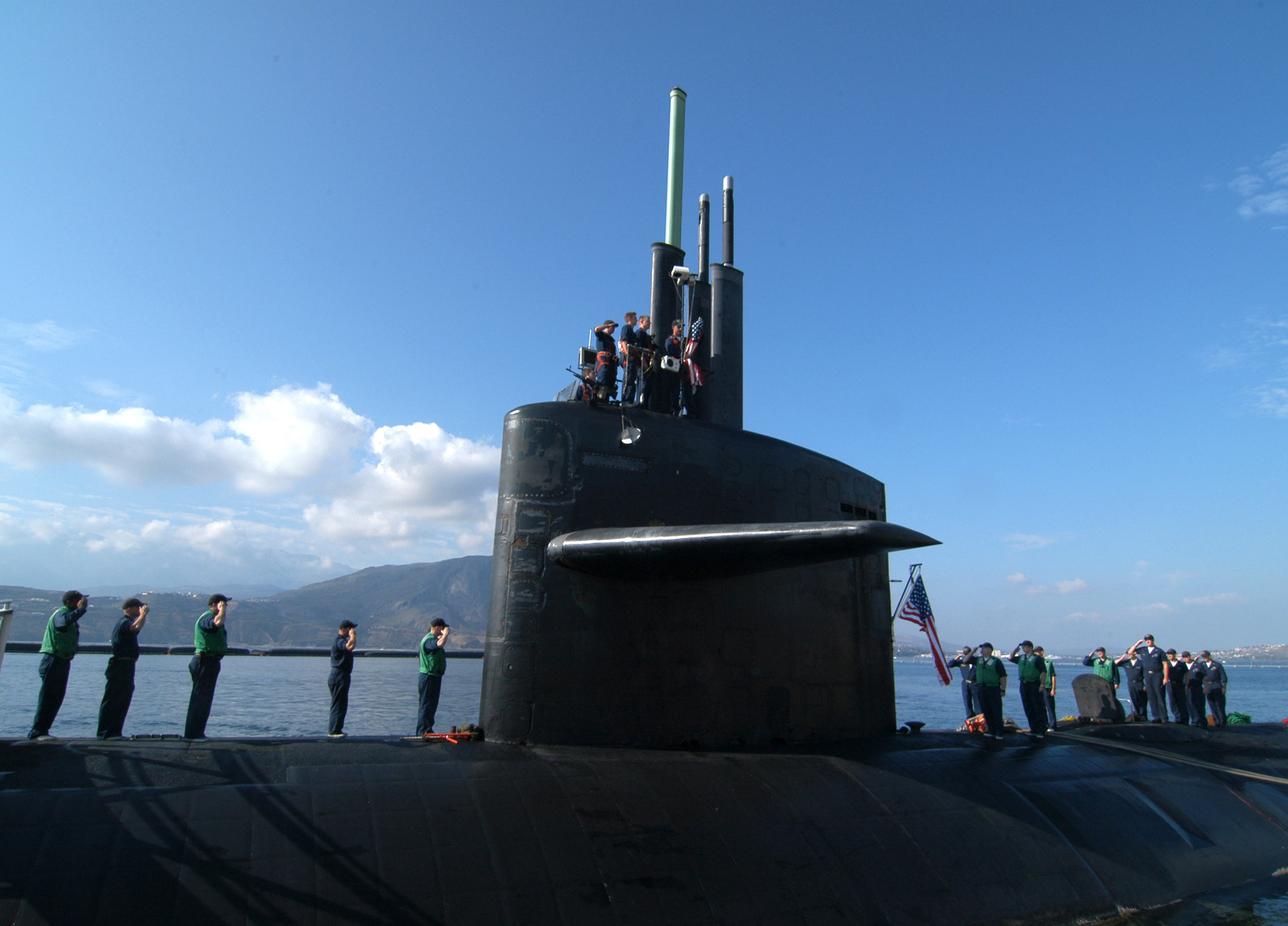
Na pierwszym planie ster głębokości na kiosku okrętu podwodnego USS "Philadelphia" (SSN-690)

Stery głębokości – ruchome płaszczyzny sterowe jednostek pływających, zdolnych do kontrolowanego zanurzania i wynurzania oraz utrzymywania i zmiany głębokości zanurzenia w ruchu. Stery głębokości są jednym z elementów większego systemu kontroli zanurzenia zanurzalnych jednostek pływających, w pierwszym rzędzie w ich wojskowej odmianie pod postacią okrętów podwodnych.

Udział sterów głębokości (6) w kontroli zanurzania:
A: okręt na powierzchni;
B: w trakcie zanurzania;
C: okręt zanurzony;
1: stery rufowe;
2a: rufowe zbiorniki trymujące;
2b: rufowy zbiornik wypełniania wyrzutni torpedowych.
3a: zbiornik balastowy trymu szybkiego wynurzania;
3b: zbiorniki ujemne i pomocnicze;
3c: zbiornik trymu szybkiego wynurzania;
4: główny zbiornik balastowy;
5a: dziobowy zbiornik wypełniania wyrzutni torpedowych;
5b: przedni zbiornik trymujący;
6: prawo burtowy ster głębokości;
7: zbiornik dziobowy.